# 올대상
모형 범주의 이론에서, 올대상(對象, 영어: fibrant object)은 끝 대상으로의 유일한 사상이 쌍대올뭉치를 이루는, 모형 범주 속의 대상이다. 마찬가지로 쌍대올대상(雙對-對象, 영어: fibrant object)은 시작 대상으로의 유일한 사상이 올뭉치를 이루는 모형 범주 속의 대상이다.

## 정의
모형 범주 {\displaystyle {\mathcal {C}}}의 시작 대상을 {\displaystyle \varnothing }, 끝 대상을 {\displaystyle \bullet }이라고 하자. 그렇다면, 다음을 정의한다.
- {\displaystyle {\mathcal {C}}}에서의 올대상(영어: fibrant object)은 유일한 사상 {\displaystyle X\to \bullet }이 올뭉치인 대상 {\displaystyle X}이다.[1]:277, Definition 14.2.7
- {\displaystyle {\mathcal {C}}}에서의 쌍대올대상(영어: cofibrant object)은 유일한 사상 {\displaystyle \varnothing \to X}가 쌍대올뭉치인 대상 {\displaystyle X}이다.[1]:277, Definition 14.2.7
- {\displaystyle {\mathcal {C}}}에서의 쌍올대상(雙-對象, 영어: bifibrant object)은 올대상이자 쌍대올대상인 대상이다.[1]:278, Definition 14.2.7

### 올대상 분해
모형 범주 {\displaystyle {\mathcal {C}}}의 대상 {\displaystyle X\in {\mathcal {C}}}의 올대상 분해(영어: fibrant resolution)는 다음과 같다.:277, Definition 14.2.7
{\displaystyle X{\xrightarrow {\simeq }}{\hat {X}}\twoheadrightarrow \bullet }
여기서 {\displaystyle {\xrightarrow {\simeq }}}는 호모토피 동치이며, {\displaystyle \twoheadrightarrow }는 올뭉치이며, {\displaystyle \bullet }은 끝 대상이다. 즉, {\displaystyle {\hat {X}}}는 올대상이다. 만약 {\displaystyle {\xrightarrow {\simeq }}}가 추가로 쌍대올뭉치라면, 이를 좋은 올대상 분해(영어: good fibrant resolution)라고 한다.
모형 범주 {\displaystyle {\mathcal {C}}}의 대상 {\displaystyle X\in {\mathcal {C}}}의 쌍대올대상 분해(영어: cofibrant resolution)는 다음과 같다.:277, Definition 14.2.7
{\displaystyle \varnothing \hookrightarrow {\hat {X}}{\xrightarrow {\simeq }}X}
여기서 {\displaystyle {\xrightarrow {\simeq }}}는 호모토피 동치이며, {\displaystyle \hookrightarrow }는 쌍대올뭉치이며, {\displaystyle \varnothing }은 시작 대상이다. 즉, {\displaystyle {\hat {X}}}는 올대상이다. 만약 {\displaystyle {\xrightarrow {\simeq }}}가 추가로 올뭉치라면, 이를 좋은 쌍대올대상 분해(영어: good cofibrant resolution)라고 한다.

## 성질
모형 범주의 정의에 따라, 모든 대상은 좋은 올대상 분해 및 좋은 쌍대올대상 분해를 갖는다.

## 예
단체 집합의 모형 범주에서 올뭉치는 칸 올뭉치(영어: Kan fibration)이며, 올대상은 칸 복합체(영어: Kan complex)라고 한다.
위상 공간의 (퀼런) 모형 범주에서 CW 복합체는 쌍대올대상이다. 이에 따라, 모든 위상 공간은 CW 복합체와의 약한 호모토피 동치를 갖는다.